# Cine34
Cine34 è un canale televisivo italiano edito da Mediaset e diretto da Marco Costa. Il canale ha adottato un palinsesto che vuole offrire un'ampia panoramica sulla produzione italiana, soprattutto classica.
È disponibile sul digitale terrestre e via satellite tramite le piattaforme Sky Italia e Tivùsat.
Lo speaker ufficiale del canale è il doppiatore Mario Zucca.

## Storia
Le trasmissioni sono iniziate ufficialmente il 20 gennaio 2020 con una maratona di film di Federico Fellini, in occasione del centenario della sua nascita.
Lo slogan del canale è "Italia al Cinema"; infatti la programmazione del canale è dedicata esclusivamente al cinema italiano.
Il canale ha dato spazio a varie prime tv assolute di film cult come Love Birds - Una strana voglia d'amare, L'anno dei gatti, I cannoni tuonano ancora, La padrina e Number One, o film assenti da passaggi televisivi da vari decenni, quali il western Bandidos, il thriller Interrabang e il noir d'azione Il colpaccio.
In seguito all'assegnazione dell'Oscar onorario a Lina Wertmüller, la programmazione del 10 febbraio 2020 viene interamente dedicata alla filmografia della regista con il titolo Lina da Oscar.
In occasione del 10º anniversario della morte di Raimondo Vianello, la programmazione del 15 aprile 2020 viene interamente dedicata alla filmografia dell'attore con il titolo Viva Raimondo!.
In occasione del centenario della nascita di Nino Manfredi, la programmazione del 22 marzo 2021 viene interamente dedicata alla filmografia dell'attore con il titolo Manfredi 100.
In occasione del 90º compleanno di Monica Vitti, la programmazione del 3 novembre 2021 viene interamente dedicata alla filmografia dell'attrice con il titolo Vitti 90.
Il 23 gennaio 2023, a seguito della morte di Gina Lollobrigida, Cine34 ha trasmesso un’edizione speciale del TG5 intitolata Indimenticabile Diva – Addio Lollo, per omaggiare l’attrice scomparsa.

## Diffusione
Attualmente Cine34 è diffuso solo in alta definizione sul mux Mediaset 2 alle posizioni LCN 34 e 534 e sul satellite su Hotbird. La programmazione viene anche ritrasmessa in streaming in HD su Mediaset Infinity e TIMvision.
Il 15 gennaio 2020, Cine34 arriva su Tivùsat sul canale 34 e su Sky Italia al canale 327, seguito il 18 gennaio dall'arrivo sul digitale terrestre al canale 34 al posto di Mediaset Extra (che viene ricollocato al canale 55, al posto di Mediaset Extra 2).
Il 14 luglio 2022 la versione satellitare passa all'HD, il 21 dicembre successivo anche la versione sul digitale terrestre e il 17 gennaio 2023 su Mediaset Infinity.

## Palinsesto
Il palinsesto di Cine34 prevede cinema italiano di vario genere con due film a tema ogni sera.
- Lunedì: I supercult (monografie).
- Martedì: Maestri del cinema (autore).
- Mercoledì: Sfumature di giallo (giallo all'italiana).
- Giovedì: Non ci resta che ridere (commedia all'italiana).
- Venerdì: Le bellissime (commedia sexy all'italiana) e Profondo erotico (commedia erotica).
- Sabato: Lo chiamavano western (western all'italiana).
- Domenica: A mano armata (poliziottesco).

## Ascolti

### Share mensile di Cine34
Dati Auditel relativi al giorno medio mensile sul target individui 4+.
| Anno | Gen   | Feb   | Mar   | Apr   | Mag   | Giu   | Lug   | Ago   | Set   | Ott   | Nov   | Dic   | Media anno |
| ---- | ----- | ----- | ----- | ----- | ----- | ----- | ----- | ----- | ----- | ----- | ----- | ----- | ---------- |
| 2020 | 0,25% | 0,71% | 0,86% | 0,99% | 0,81% | 0,96% | 1,04% | 1,08% | 0,81% | 0,75% | 0,87% | 1,03% | 0,85%      |
| 2021 | 0,93% | 0,80% | 0,73% | 0,79% | 0,75% | 0,80% | 0,91% | 1,06% | 0,93% | 0,85% | 0,92% | 0,94% | 0,86%      |
| 2022 | 0,89% | 0,76% | 0,69% | 0,88% | 0,97% | 1,13% | 1,23% | 1,29% | 1,13% | 0,98% | 0,96% | 1,09% | 0,98%      |
| 2023 | 1,10% | 0,92% | 0,93% | 1,05% | 1,01% | 1,19% | 1,17% | 1,39% | 1,22% | 1,06% | 0,97% | 1,12% | 1,08%      |
| 2024 | 1,07% | 0,87% | 0,98% | 0,95% | 0,99% | 1,01% | 1,04% | 1,36% | 1,16% | 1,22% | 1,15% | 1,25% | 1,08%      |
| 2025 | 1,23% | 1,01% | 1,04% | 1,10% | 1,05% | 1,15% |       |       |       |       |       |       |            |